# Tabui
Tabui ist eine kleine indonesische Insel im Timorarchipel (Kleine Sundainseln). Sie gehört zum Regierungsbezirk (Kabupaten) Kupang in der Provinz Ost-Nusa Tenggara.
Tabui liegt vor der Südwestspitze der Insel Semau in der Sawusee und ist unbewohnt.